# Азејлија Парк (Флорида)
Азејлија Парк (енгл. Azalea Park) насељено је место без административног статуса у америчкој савезној држави Флорида.

## Демографија
По попису из 2010. године број становника је 12.556, што је 1.483 (13,4%) становника више него 2000. године.
| Група             | 2000.         | 2010.         |
| Белци             | 5.472 (49,4%) | 3.577 (28,5%) |
| Афроамериканци    | 747 (6,7%)    | 1.294 (10,3%) |
| Азијати           | 399 (3,6%)    | 467 (3,7%)    |
| Хиспаноамериканци | 4.315 (39,0%) | 7.413 (59,0%) |
| Укупно            | 11.073        | 12.556        |